# Тимонівка
Тимонівка (російською Тимоновка) — палеолітична стоянка (3 км на південь від Брянська), розташована на пологому схилі вододільного плато на висоті близько 35 — 40 м над річкою Десна. Вивчалася багатьма дослідниками (М. В.Воєводський, В. А.Городцев, Г. Ф. Мірчинк, Д. А. Крайнов, А. А. Величко, А. Н. Рогачев, Л. В. Грехов і ін.).
Є два пункти (Тимонівка I і Тимонівка II), що розташовані близько один від одного і в схожих геолого-геоморфологичних умовах. Комплексним вивченням стоянки Тимонівка II займалися А. А. Величко, Л. В. Грехова і З. П. Губонина.
Науково датуються для Тимонівки II: 14 — 12 тис. років до Христа; для Тимонівки I: 11-10 тис. років до Р. Х.. Належить до Деснянської культури.
Культурні знахідки утворюють шар в 20 — 45 см. Він залягає в різноманітних умовах, змінних іноді на коротких відстанях.
Ландшафти мали степовий і лісостеповий характер. Кісткові залишки ссавців нечисленні. Серед тварин мамут, північний олень, песець, росомаха, вовк, ведмідь, заєць (біляк і русак).